# Cody Garbrandt
Cody Ray Allen Garbrandt, född 7 juli 1991 i Uhrichsville i  Ohio, är en amerikansk MMA-utövare som tävlar i organisationen Ultimate Fighting Championship där han mellan december 2016 och november 2017 var mästare i bantamvikt.

## Tävlingsfacit
| Resultat | Facit | Motståndare       | Metod               | Evenemang                                  | Datum            | Rond | Tid  | Plats                | Notering                       |
| -------- | ----- | ----------------- | ------------------- | ------------------------------------------ | ---------------- | ---- | ---- | -------------------- | ------------------------------ |
| Vinst    | 1–0   | Charles Kessinger | TKO (slag)          | Pinnacle FC: Pittsburgh Challenge Series 1 | 29 december 2012 | 1    | 4:11 | Canonsburg, PA, USA  |                                |
| Vinst    | 2–0   | Shane Manley      | KO (slag)           | Pinnacle FC: Pittsburgh Challenge Series 5 | 27 november 2016 | 1    | 3:57 | Canonsburg, PA, USA  |                                |
| Vinst    | 3–0   | Dominic Mazzotta  | TKO (slag)          | Gladiators of the Cage 4                   | 15 mars 2014     | 2    | 0:32 | Pittsburgh, PA, USA  |                                |
| Vinst    | 4–0   | James Porter      | TKO (slag)          | Pinnacle FC: Pittsburgh Challenge Series 7 | 24 maj 2014      | 1    | 2:17 | Pittsburgh, PA, USA  |                                |
| Vinst    | 5–0   | Charles Stanford  | TKO (slag)          | NAAFS: Rock N Rumble 8                     | 4 oktober 2014   | 1    | 1:37 | Canton, OH, USA      |                                |
| Vinst    | 6–0   | Marcus Brimage    | TKO (slag)          | UFC 182                                    | 3 januari 2015   | 3    | 4:50 | Las Vegas, NV, USA   |                                |
| Vinst    | 7–0   | Enrique Briones   | Domslut (enhälligt) | UFC 189                                    | 11 juli 2015     | 3    | 5:00 | Las Vegas, NV, USA   |                                |
| Vinst    | 8–0   | Augusto Mendes    | KO (slag)           | UFC Fight Night: Cowboy vs. Cowboy         | 21 februari 2016 | 1    | 4:18 | Pittsburgh, PA, USA  |                                |
| Vinst    | 9–0   | Thomas Almeida    | KO (slag)           | UFC Fight Night: Almeida vs. Garbrandt     | 29 maj 2016      | 1    | 2:53 | Las Vegas, NV, USA   |                                |
| Vinst    | 10–0  | Takeya Mizugaki   | TKO (slag)          | UFC 202                                    | 20 augusti 2016  | 1    | 0:48 | Las Vegas, NV, USA   |                                |
| Vinst    | 11–0  | Dominick Cruz     | Domslut (enhälligt) | UFC 207                                    | 30 december 2016 | 5    | 5:00 | Las Vegas, NV, USA   | Blev UFC-mästare i bantamvikt. |
| Förlust  | 11–1  | T.J. Dillashaw    | TKO (slag)          | UFC 217                                    | 4 november 2017  | 2    | 2:41 | New York, NY, USA    | Förlorade titeln i bantamvikt. |
| Förlust  | 11–2  | T.J. Dillashaw    | TKO (knä och slag)  | UFC 227                                    | 4 augusti 2018   | 1    | 4:10 | Los Angeles, CA, USA | Titelmatch i bantamvikt.       |
| Förlust  | 11–3  | Pedro Munhoz      | KO (slag)           | UFC 235                                    | 2 mars 2019      | 1    | 4:51 | Las Vegas, NV, USA   | Fight of the Night             |
| Vinst    | 12–3  | Raphael Assunção  | KO (slag)           | UFC 250                                    | 6 juni 2020      | 2    | 4:59 | Las Vegas, NV, USA   | Performance of the Night       |
| Förlust  | 12–4  | Rob Font          | Domslut (enhälligt) | UFC Fight Night: Font vs. Garbrandt        | 22 maj 2021      | 5    | 5:00 | Las Vegas, NV, USA   |                                |